# Ivan Nepljoejev

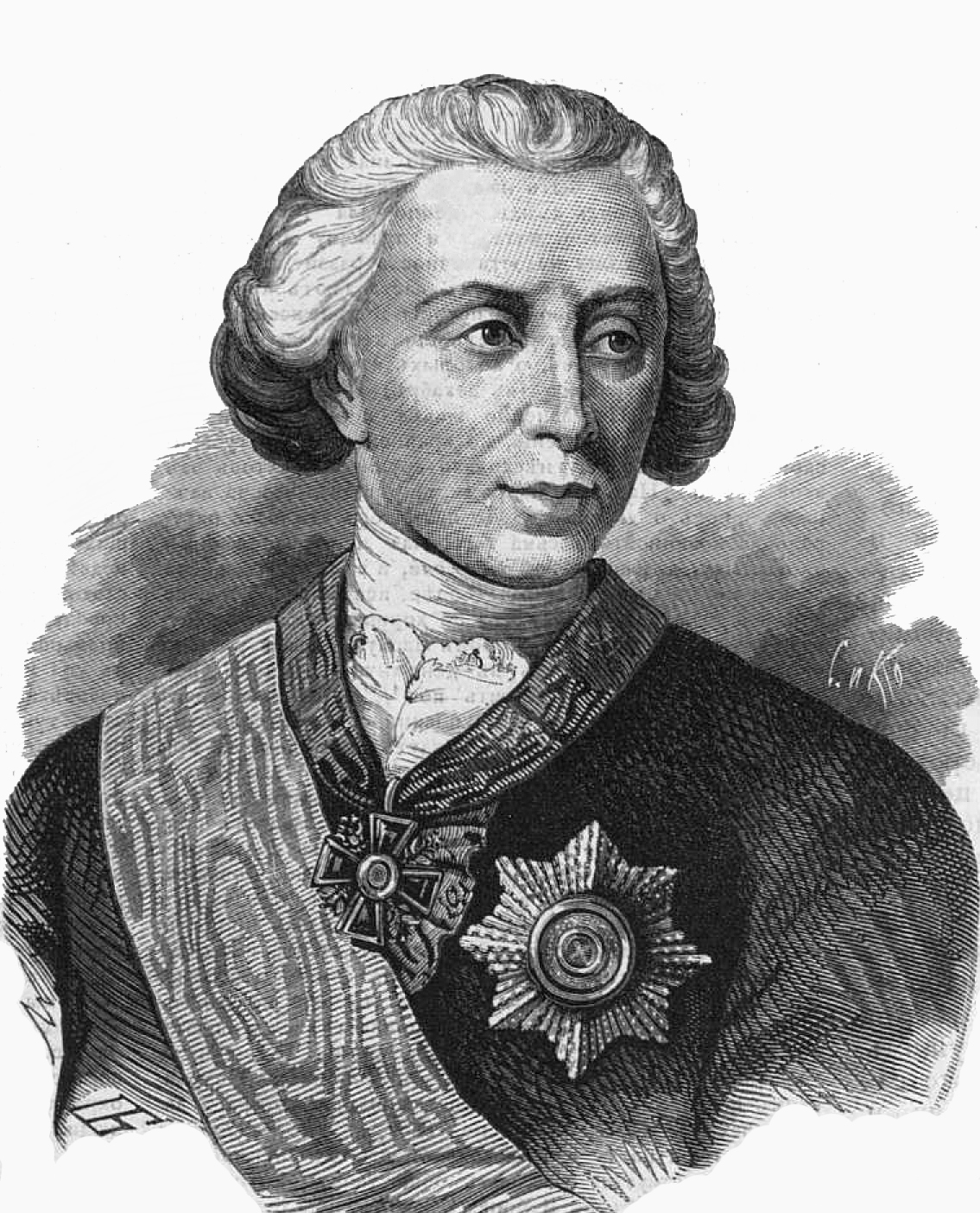
Ivan Nepljoejev

Ivan Ivanovitsj Nepljoejev (Russisch: Иван Иванович Неплюев) (Poddoebye, 15 november 1693 – aldaar, 22 november 1773) was een Russisch diplomaat en bestuurder die een grote rol vervulde in dienst van Peter de Grote en Catharina de Grote. Hij is met name bekend om de hervormingen die hij doorvoerder tijdens zijn gouverneurschap van het toenmalige kraj Orenburg. Zijn memoires werden na zijn dood gepubliceerd en er werd een standbeeld voor hem opgericht in Orenburg, een stad die hij stichtte.
Nepljoejev werd geboren in een aan lager wal geraakt adellijk gezin in een dorp nabij Novgorod. In 1714 ging hij naar de school voor wiskunde, volgens documenten als getrouwd man. Na deze te hebben afgemaakt, studeerde hij verder aan de Marineacademie van Sint-Petersburg en vervolgens aan marinescholen in Venetië (Middellandse Zee) en Spanje (Atlantische Oceaan). In 1720 keerde hij terug naar Rusland en kreeg eerbewijzen van tsaar Peter de Grote voor zijn leerkunsten en intelligentie. Peter gaf hem hiervoor als dank de leiding over de werven van Sint-Petersburg.
In 1721 stuurde Peter Nepljoejev als geheim afgevaardigde naar Constantinopel, waar hij verbleef tot 1734. Hij nam deel aan het later afgebroken Congres van Nemirov in 1737 en aan de onderhandelingen die leidden tot de Vrede van Belgrado in 1739. Nadat Elisabeth I in 1742 de troon besteeg, werd Nepljoejev beschuldigd van onrechtmatigheden en viel uit de gratie, net als verschillende andere hoogwaardigheidsbekleders die onder de heerschappij van Peter de Grote aan de macht kwamen. Hij werd ontheven uit zijn functie als hoofdbestuurder van Klein-Rusland (het huidige Oekraïne), gearresteerd en zijn onderscheidingen en bezittingen werden hem afgenomen.
Elizabeth raakte niettemin overtuigd van zijn onschuld en in hetzelfde jaar werd hij gepardoneerd en naar de kraj Orenburg (de huidige regio's Samara, Orenburg, Basjkirostan en delen van de kraj Perm, de latere regio oblast Oeral en de Kirgizische Steppe) gestuurd als gouverneur. Tijdens zijn zestienjarige bestuur over dit Russische gebiedsdeel liet hij de stad Orenburg verplaatsen naar haar huidige locatie en liet hij ongeveer 70 forten bouwen langs de rivieren de Samara, Tobol en andere waterwegen als onderdeel van de Siberische linie tegen aanvallen van de Basjkieren, Kalmukken, Kazachen en andere nomadische volkeren. Hij stichtte de stad Troitsk, dertien ijzersmelterijen en 28 koperfabrieken en sloeg een Basjkierse opstand (1755-1757) neer, die werd geleid door mullah Batarma Alejev (die de hele moslimwereld tegen de Russen wilde opzetten). Ook versterkte hij de legers van de Orenburg-Kozakken en Jaitsk-Kozakken, verbeterde de positie van de Basjkieren, de tot christendom bekeerde Kalmukken en andere inwoners van de kraj Orenburg en stichtte scholen en kerken.
In 1760 werd Nepljoejev teruggeroepen naar Sint-Petersburg en daar benoemd als senator en conferentie-minister. Catharina II prees hem om zijn ervaring en kundigheid en liet hem de hoofdstad besturen wanneer zij afwezig was, tijdens haar bezoeken aan andere delen van het land, waarbij hij het bevel kreeg over de staatstroepen en de zaken rond de troonopvolger. Hij vervulde vervolgens twee jaar de functie van gouverneur over het gouvernement Sint-Petersburg, alvorens met pensioen te gaan in zijn geboortedorp Poddoebye.